# Affaire Puerto

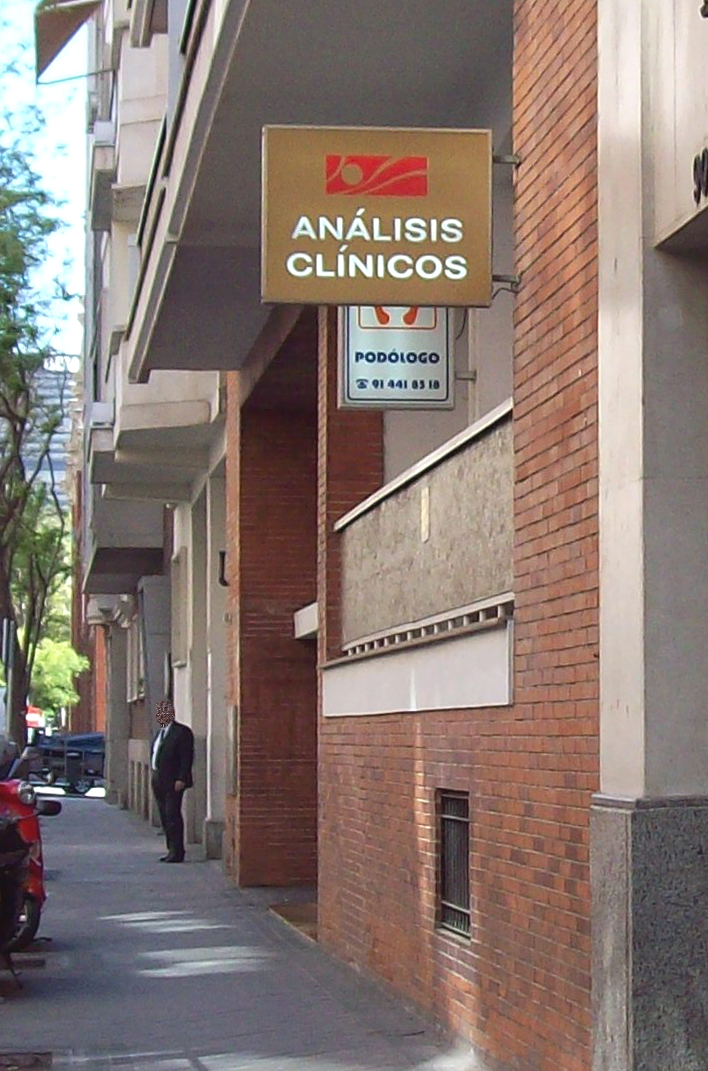
Laboratoire situé 92 Calle de Zurbano à Madrid (Espagne) appartenant à José Luis Merino Batres, une personne impliquée dans l'affaire de dopage de l'Opération Puerto.

L'Affaire Fuentes dite Puerto est un scandale de dopage qui touche, entre autres, le cyclisme professionnel au printemps 2006. Le football serait aussi concerné. Puerto est le nom de code de l'opération de dopage organisée par le docteur Fuentes.

## Déroulement

### Révélations de Jesús Manzano
En mars 2004, dans une interview au journal espagnol AS le cycliste Jesús Manzano explique que Kelme, son ancienne équipe, aurait mis en place un système de dopage par transfusion sanguine. Ses accusations visent notamment Eufemiano Fuentes, ancien médecin de l'équipe.

### L'affaire et ses conséquences
Le mardi 23 mai 2006, le médecin Eufemiano Fuentes, le manager de l'équipe Liberty Seguros Manolo Saiz, l'ancien vététiste Alberto León, le directeur sportif assistant de l'équipe Comunidad Valenciana José Ignacio Labarta et le responsable d'un laboratoire d'analyses madrilène José Luis Merino Batres sont arrêtés par la garde civile espagnole dans le cadre d'une vaste opération contre le dopage dans le cyclisme. Les policiers découvrent entre autres au cours de leur perquisition une poudre appelée « poussières de la mère Célestine » (« polvos de la madre Celestina » en espagnol), un produit à base de protéase destiné à faire disparaître toute trace d'EPO.
La société Liberty Seguros, sponsor de l'équipe de Manolo Saiz depuis 2004, met alors fin à son soutien financier, tandis que les noms des coureurs suspectés circulent, suscitant diverses réactions de leurs équipes. Ainsi l'équipe T-Mobile demande à ses coureurs de signer un engagement assurant leur non-implication tandis que la Phonak écarte Santiago Botero et José Enrique Gutiérrez.
Le dimanche 9 juillet 2006, l'équipe T-Mobile annonce avoir pris la décision de licencier son directeur sportif, le Belge Rudy Pevenage. Ce dernier avait précédemment été mis à l'écart de l'équipe à la suite de l'éviction de Jan Ullrich du Tour de France.
En octobre 2006, la justice espagnole interdit aux différentes fédérations d'utiliser les éléments du dossier judiciaire pour des sanctions. En attendant le procès qui doit s'ouvrir en juin 2007, les coureurs concernés sont donc intouchables vis-à-vis des fédérations sportives. Ils devraient tous pouvoir retrouver une licence en 2007.
Le 27 octobre, l'UCI « déplore » de devoir rendre sa licence ProTour à Manolo Saiz et à sa société Active Bay mais la fédération internationale n'a aucun moyen juridique de lui retirer sa licence. Parallèlement, les organisateurs des trois grands Tours ont annoncé que l'équipe de Manolo Saiz ne serait invitée sur aucune des épreuves qu'ils organisent.
En décembre 2006, le journal Le Monde affirme à nouveau que le milieu du football serait touché par cette affaire, et annonce « avoir eu accès à une série de documents confidentiels » (les plans de préparation rédigés de la main du docteur sur une simple feuille de papier A4) qui détaillent le programme de préparation de la saison 2005-2006 du Barça et du Real. Et sur ces documents figurent des « inscriptions codées » qui cacheraient des produits dopants. Les documents concerneraient également le Valence CF et le Betis Séville selon le journal.
Le 9 mars 2007, le magistrat Serrano chargé de l'affaire classe le dossier sans suite. La législation antidopage propre à incriminer les cyclistes dopés n'a été votée que postérieurement à l'ouverture du dossier. D'autre part, le juge estime que les faits de mise en danger d'autrui ne sont pas prouvés. Si les sportifs incriminés échappent à la justice espagnole, ils restent sous la menace de sanctions sportives.
Le 7 mai 2007, Ivan Basso avoue son implication dans l'affaire Puerto et annonce qu'il veut collaborer avec les enquêteurs. Le 10 mai, le secrétaire général de la fédération de cyclisme espagnol, Eugenio Bermudez, a déclaré que « la fédération [est] là pour aider les coureurs » qui admettront avoir utilisé des transfusions sanguines, s'ils disent la vérité. « Mais quelle que soit l'issue, il faudra respecter la loi espagnole. ». Selon El País, trente coureurs sont intéressés par ce marché si leurs peines sont réduites de quatre ans à un an de suspension.
En janvier 2008, le Comité national olympique italien (CONI) a annoncé son souhait d'entendre les personnes impliquées, le procureur Etorre Torri envisageant d'interdire les coureurs concernés de courir en Italie.
Le 11 juillet 2008, le Tribunal arbitral du sport (TAS) s’est déclaré compétent pour juger les appels déposés par l’Union cycliste internationale et l’Agence mondiale antidopage (AMA) contre la fédération espagnole de cyclisme.
Le 31 mai 2010, Alejandro Valverde voit sa suspension de deux années pour son implication dans l'Affaire Puerto confirmée par le Tribunal arbitral du sport. Il perd ses victoires et places d'honneur acquises en 2010, notamment le Tour de Romandie et le Tour méditerranéen. C'est le dernier rebondissement à l'heure actuelle de l'affaire puisque les appels des avocats du coureur ont tous été rejetés.

### Première réouverture
L'Audience provinciale de Madrid a rouvert le dossier en février 2008, le parquet ayant fait appel.
Mais en septembre 2008, le juge Antonio Serrano avait à nouveau déclaré le classement sans suite du dossier, invoquant les mêmes raisons qui l'avaient poussé à classer l'affaire en mars 2007.

### Seconde réouverture
Le 12 janvier 2009, l'Audience provinciale de Madrid a, encore une fois, ordonné la réouverture du dossier, à la suite des appels du parquet, du Conseil supérieur des sports (CSD), de l'Union cycliste internationale (UCI), de la Fédération espagnole de cyclisme, de l'association des cyclistes professionnels (espagnols) et de l'Agence mondiale antidopage (AMA). En novembre 2011, le parquet requiert «deux années de prison» et «une interdiction d'exercice de leur profession» durant cette même période contre les médecins Eufemiano Fuentes, José Luis Merino et Alfredo Cordova, Yolanda Fuentes - sœur du docteur Fuentes - et les anciens directeurs sportifs Vicente Belda, Manolo Saiz et José Ignacio Labarta. Ils seront jugés pour «délit contre la santé publique». Le 30 avril 2013, Eufemiano Fuentes est condamné à 1 an de prison avec sursis.

### Dénouement?
En janvier 2016, la presse annonce une décision proche sur la suppression ou non des 200 poches de sang.
Le 14 juin 2016, la justice espagnole blanchit le docteur Fuentes et ordonne que les  211 poches de sang ne soient pas détruites, mais qu'elles soient remises « à la Fédération royale espagnole de cyclisme, à l'Agence mondiale antidopage (AMA), à l'Union cycliste internationale (UCI) et au Comité olympique national italien (Coni) ».

## Sportifs, directeurs sportifs et médecins concernés
La plupart des coureurs suspectés figurent sur la liste de 31 noms révélée le 30 juin 2006 par la radio espagnole Cadena SER, ou sur la liste communiquée par l'UCI à cette même date.
Le tableau ci-dessous donne pour chacun des coureurs cités l'état des poursuites judiciaires et/ou disciplinaires à leur encontre. Tous sont concernés par le classement de l'affaire par la justice espagnole en mars 2007, celle-ci constatant l'absence de loi réprimant le dopage en Espagne à l'époque des faits. 
| Coureur                                              | Situation en 2006                                             | Situations judiciaire et/ou disciplinaire | Situation en 2011                                                  |
| René Andrle                                          | PSK Whirpool                                                  | | Retraité                                                           |
| Vicente Ballester                                    | Comunidad Valenciana                                          | Blanchi par la justice espagnole le 28 juillet 2006 | Retraité                                                           |
| Dariusz Baranowski                                   | Liberty Seguros                                               | BDC |                                                                    |
| Michele Bartoli, no 3, Sansone                       | Retraité, dernière équipe en 2004 : Team CSC                  | | Retraité                                                           |
| Ivan Basso, no 2, Birillo                            | Team CSC                                                      | Blanchi par la fédération italienne de cyclisme (FCI) le 27 octobre 2006, puis, suspendu pour deux ans rétroactif par le CONI, à la suite de ses aveux du 7 mai, le 16 mai 2007 | Liquigas-Cannondale                                                |
| Joseba Beloki                                        | Liberty Seguros                                               | Blanchi par la justice espagnole le 26 juillet 2006 | Directeur sportif de Sub 23-Cafes Baque                            |
| David Bernabéu                                       | Comunidad Valenciana                                          | Blanchi par la justice espagnole le 28 juillet 2006 | Andalucía-Caja Granada                                             |
| Frank Schleck                                        | Team CSC                                                      | Paiement de 7 000 euros fait à Fuentes, puis blanchi par sa fédération (paiement prétendument fait pour sa femme) | Trek                                                               |
| David Blanco                                         | Comunidad Valenciana                                          | Blanchi par la justice espagnole le 28 juillet 2006 | Geox-TMC                                                           |
| José Adrián Bonilla                                  | Comunidad Valenciana                                          | Blanchi par la justice espagnole le 28 juillet 2006 | Citi Economy Blue                                                  |
| Santiago Botero, no 4, Nicol                         | Phonak                                                        | Enquête classée le 12 novembre 2006 par la fédération colombienne de cyclisme | Directeur sportif de Gobernación de Antioquia-Indeportes Antioquia |
| Francisco Cabello                                    | Andalucía Paul Versan                                         | | Retraité                                                           |
| Giampaolo Caruso                                     | Liberty Seguros                                               | Suspendu 2 ans par le CONI, puis, acquitté par la commission de discipline de la fédération italienne de cyclisme le 12 février 2008. | Katusha Team                                                       |
| Ángel Casero                                         | Retraité, dernière équipe en 2005 : Comunidad Valenciana      | | Retraité                                                           |
| Javier Cherro                                        | Comunidad Valenciana                                          | Blanchi par la justice espagnole le 28 juillet 2006 | Retraité                                                           |
| Alberto Contador                                     | Liberty Seguros                                               | Blanchi par la justice espagnole le 26 juillet 2006 | Saxo Bank-Sungard                                                  |
| Allan Davis                                          | Liberty Seguros                                               | Blanchi par la justice espagnole le 26 juillet 2006 et blanchi par l'autorité antidopage du sport australien le 14 décembre 2006. | Astana                                                             |
| Ángel Edo                                            | Andalucía Paul Versan                                         | | Retraité                                                           |
| David Etxebarria                                     | Liberty Seguros                                               | | Retraité                                                           |
| Adolfo García Quesada                                | Andalucía Paul Versan                                         | | Retraité                                                           |
| Carlos García Quesada                                | Unibet.com                                                    | | Retraité                                                           |
| Koldo Gil                                            | Saunier Duval-Prodir                                          | | Retraité                                                           |
| Juan Gomis                                           | Comunidad Valenciana                                          | Blanchi par la justice espagnole le 28 juillet 2006 | Retraité                                                           |
| Igor Gonzalez de G.                                  | Retraité, Dernière équipe en 2005 : Liberty Seguros           | | Manager d'Euskaltel-Euskadi                                        |
| José Enrique Gutiérrez, no 12, Bufalo, Guti, Catalan | Phonak                                                        | | Gobernación de Antioquia-Indeportes Antioquia                      |
| José Ignacio Gutiérrez                               | Phonak                                                        | | Retraité                                                           |
| Tyler Hamilton, no 11, 4142, HMLTN                   | Positif sur la Vuelta 2004, dernière équipe : Phonak          | | Retraité                                                           |
| Roberto Heras, no 14, RH                             | Positif sur la Vuelta 2005, dernière équipe : Liberty Seguros | | Retraité                                                           |
| Jose Antonio Hermida                                 | Multivan Merida                                               | Son nom apparaissant dans l'enquête, il a été exclu de la sélection espagnole pour les Championnats du Monde de VTT 2006. Après avoir porté plainte contre sa fédération, Hermida sera finalement indemnisé en 2008, à l'issue d'un arrangement à l'amiable. | Retraité                                                           |
| Jesús Hernández                                      | Relax-GAM                                                     | En juillet 2006, Hernández s'est présenté à la police espagnole pour éclaircir les doutes sur son implication présumée dans l'affaire. On apprend, alors, que la police espagnole a fait erreur : son premier nom de famille (Hernández) coïncide avec le deuxième nom de famille de Roberto Heras, à qui, en réalité, se référaient les papiers. Hernández a montré sa disposition à collaborer avec la police espagnole. | Saxo Bank-Sungard                                                  |
| Jan Hruška                                           | 3 Molinos Resort                                              | | Retraité                                                           |
| Jörg Jaksche, no 20, Bella, Jorge, JJ, Vains, Vans   | Liberty Seguros                                               | A avoué s'être dopé et avoir été un client du docteur Fuentes le 30 juin 2007 dans le journal Der Spiegel. Il aurait reçu 100 000 euros en récompense de ses aveux et s'est dit prêt à coopérer avec les instances de lutte antidopage. Il est suspendu pour un an par la fédération autrichienne le 2 juillet 2007, mais, abandon des poursuites judiciaires à son encontre. | Retraité                                                           |
| Eladio Jimenez Sanchez                               | Comunidad Valenciana                                          | Blanchi par la justice espagnole le 28 juillet 2006 | Retraité                                                           |
| David Latasa                                         | Comunidad Valenciana                                          | Blanchi par la justice espagnole le 28 juillet 2006 | Retraité                                                           |
| Manuel Lloret                                        | Comunidad Valenciana                                          | Blanchi par la justice espagnole le 28 juillet 2006 | CCN-Valencia Terra I Mar                                           |
| Francisco Mancebo, no 17, Paco, Goku                 | AG2R Prévoyance                                               | | RealCyclist.com                                                    |
| José Luis Martinez                                   | Comunidad Valenciana                                          | Blanchi par la justice espagnole le 28 juillet 2006 | Elite 2                                                            |
| David Muñoz                                          | Comunidad Valenciana                                          | Blanchi par la justice espagnole le 28 juillet 2006 | Elite 2                                                            |
| Isidro Nozal                                         | Liberty Seguros                                               | Blanchi par la justice espagnole le 26 juillet 2006 | Sans équipe                                                        |
| Antonio Olmo Menacho                                 | Comunidad Valenciana                                          | Blanchi par la justice espagnole le 28 juillet 2006 | Boyaca (Colombie)                                                  |
| Aitor Osa, no 8, ATR OS                              | Liberty Seguros                                               | | Retraité                                                           |
| Unai Osa, no 7, UNA, 1ai                             | Liberty Seguros                                               | | Retraité                                                           |
| Marco Pantani                                        | Décédé le 14 février 2004, dernière équipe : Mercatone Uno    | |                                                                    |
| Luca Paolini                                         | Liquigas-Bianchi                                              | Son domicile a été perquisitionné par la police italienne dans le cadre de l'opération Athena, sur information de la police espagnole. | Team Katusha                                                       |
| Javier Pascual Llorente                              | Retraité, dernière équipe en 2005 : Comunidad Valenciana      | | Retraité                                                           |
| Javier Pascual Rodriguez                             | Comunidad Valenciana                                          | Blanchi par la justice espagnole le 28 juillet 2006 | Retraité                                                           |
| Sérgio Paulinho                                      | Liberty Seguros                                               | Blanchi par la justice espagnole le 26 juillet 2006 | Team RadioShack                                                    |
| Santiago Perez, no 6, Santi-P, Santi PZ, S.Pere      | Positif en septembre 2004, dernière équipe : Phonak           | | C.C. Barbot-Efapel                                                 |
| Rubén Plaza                                          | Comunidad Valenciana                                          | Blanchi par la justice espagnole le 28 juillet 2006 | Movistar                                                           |
| Nuno Ribeiro                                         | LA Aluminios-Liberty S.                                       | | Sans équipe                                                        |
| Luis León Sánchez                                    | Liberty Seguros                                               | | Rabobank                                                           |
| Michele Scarponi, no 32, Zapatero, Presidente        | Liberty Seguros                                               | A avoué s'être dopé le 8 mai 2007 et s'est dit prêt à coopérer avec le CONI. Il est, d'abord, suspendu 18 mois par le CONI, à la suite de ses aveux,puis, suspendu 2 ans rétroactif par le TAS. La suspension réelle fut, donc, de 13 mois. | Lampre-ISD                                                         |
| Marcos Serrano, no 13, Alcalde, MS, SRR              | Liberty Seguros                                               | | Retraité                                                           |
| Óscar Sevilla, no 5, Sevillano                       | T-Mobile                                                      | | Gobernación de Antioquia-Indeportes Antioquia                      |
| Jan Ullrich, no 1, Jan, Yo, Hijo de Rudicio          | T-Mobile                                                      | A fait l'objet d'une plainte pour parjure en août 2006 au parquet de Hambourg. Il fut acquitté en septembre 2006 pour vice de procédure". A fait, également, l'objet d'une plainte pour escroquerie au parquet de Bonn, en Allemagne, en septembre 2006. Une analyse ADN a prouvé que des poches de sang retrouvées chez le docteur Fuentes lui appartenaient, en avril 2007. Un an plus tard, il verse, au parquet de Bonn, une amende à "6 chiffres". En février 2010, il est blanchi par la fédération suisse de cyclisme. Mais, l'UCI a fait appel auprès du TAS. Il est finalement suspendu en mars 2012 par le TAS. Il reconnaît finalement s'être dopé dans une interview parue dans le magazine Focus le 24 juin 2013 | Retraité                                                           |
| Alejandro Valverde, no 18, Valv., Piti               | Caisse d'Épargne                                              | Il est suspendu par le CONI, le 11 mai 2009, de 2 ans de compétitions sur le sol italien. Le 31 mai 2010, le TAS l'a suspendu de toutes compétitions jusqu'au 31 décembre 2011 et l'a déclassé de celles auxquelles il a participé en 2010. | Movistar                                                           |
| Ángel Vicioso, no 16, AV, Vcs, Vic                   | Liberty Seguros                                               | | Androni Giocattoli                                                 |
| Constantino Zaballa, no 19, Falla                    | Caisse d'Épargne                                              | | Miche-Guerciotti                                                   |
| Carlos Zarate                                        | Saunier Duval-Prodir                                          | Malgré le classement du dossier par la justice espagnole, il est empêché de courir. Protestant de son innocence, il envoie un courrier à l'Union cycliste internationale dans lequel il propose de donner son ADN afin de la comparer avec celui des poches de sang retrouvées chez le docteur Fuentes. | Retraité                                                           |

- En gras, les coureurs dont l'implication dans l'affaire fut confirmée et/ou sanctionnée.

Des directeurs sportifs et des médecins ont, également, été identifiés comme participants de l'affaire (comme clients ou en facilitant, administrant et autorisant les pratiques du Dr Fuentes) :
- Eufemiano Fuentes, ancien médecin des équipes Reynolds, ONCE et Kelme (Astérix)
- Manolo Saiz, manager général de l'équipe Liberty Seguros
- José Ignacio Labarta, directeur sportif adjoint de l'équipe Comunidad Valenciana
- Álvaro Pino, ex directeur sportif des équipes Kelme et Phonak
- Yolanda Fuentes, médecin de l'équipe Comunidad Valenciana et sœur de Eufemiano Fuentes
- Vicente Belda, directeur sportif principal de l'équipe Comunidad Valenciana
- Rudy Pevenage, mentor de Jan Ullrich et directeur sportif de l'équipe T-Mobile
- Alfredo Cordova, ancien médecin de l'équipe Kelme et médecin de l'équipe Liberty Seguros
- José Luis Merino Batres: hématologue et responsable d'un laboratoire d'analyses sanguines à Madrid (Obélix)
- Alberto Leon : ancien VTTiste. L'homme à-tout-faire de Fuentes.
- Walter Godefroot : manager de l'équipe T-Mobile

Il y a, également, d'autres sportifs qui furent soupçonnés, mais qui ne furent pas identifiés :
- Marta Domínguez, no 9, Urco, Urko : d'après les investigations de la police espagnole dans l'opération Galgo en décembre 2010.
- Fränk Schleck, no 25, Amigo de Birillo : en septembre 2008, peu avant le Championnat du Monde de Varèse, le périodique allemand Süddeutsche Zeitung publie une information qui accuse Schleck d'avoir déposé presque 7 000 euros du docteur Fuentes, organisateur de l'Affaire Puerto et dans laquelle le Luxembourgeois serait impliqué sous le pseudonyme de Amigo de Birillo[48]. Cependant, Schleck nie toute pratique dopante et il peut participer au championnat du monde, après que la police italienne n'a trouvé aucune substance suspecte dans l'hôtel où logeait la sélection du Luxembourg[49]. La semaine suivante, Schleck fait une déclaration devant l'Agence antidopage du Luxembourg, où il reconnaît la véracité du versement à Fuentes à titre de paiement pour une consultation, mais il se déclare innocent et dit ne pas connaître ni avoir recouru aux pratiques dopantes du gynécologue canarien[50]. Finalement, Schleck n'est pas sanctionné car le virement bancaire n'est pas considéré comme une preuve de dopage[51].
- Mario Cipollini, Pavarotti : selon le journal italien La Repubblica[52].
- Eddy Mazzoleni, MZD : (impliqué et sanctionné dans l'affaire Oil for Drugs) : selon le journal espagnol El País.